# Кир, Мария Кристина
Мария Кристина Кир (исп.  María Cristina Kiehr, 1965, по другим данным — 1967, Тандиль, провинция Буэнос-Айрес) — аргентинская певица (сопрано), исполняет музыку преимущественно эпохи барокко.

## Биография
Предки — выходцы из Дании. Обучалась игре на скрипке. В 1983 переехала в Европу, училась в Базеле в Schola Cantorum Basiliensis у Рене Якобса. В дальнейшем выступала с дирижёрами и коллективами, специализирующимися на аутентичном исполнительстве, — Франсом Брюггеном, Густавом Леонхардтом, Николаусом Арнонкуром, Филиппом Херревеге, «Concerto Köln», «Cantus Cölln» Конрада Юнгхенеля, «Hespèrion XX» Жорди Саваля и др.
Основала вокальный квартет «Коломбина», ансамбль «Concerto Soave», участвовала с ними в крупнейших фестивалях старинной музыки. Вместе с Жорди Савалем и Монтсеррат Фигерас работала над саундтреком фильма «Все утра мира» и др.
Муж — виолончелист Орландо Тойлер, супруги живут в Базеле.

## Репертуар
В репертуаре певицы — Палестрина, Шютц, Джон Блоу, Генри Пёрселл, Алессандро Скарлатти, Сиджизмондо Д’Индия, Монтеверди, Вивальди, Перголези, Барбара Строцци, Франческа Каччини, Антонио Чести, Франческо Кавалли, Гендель, Глюк, Дитрих Букстехуде, Телеман, Иоганн Себастьян Бах, Йозеф Гайдн, Антонио Кальдара и др.